# Ipercarica debole
L'ipercarica debole è il doppio della differenza tra carica elettrica e isospin debole. È il generatore del centro del gruppo elettrodebole di gauge.
In una relazione che assomiglia alla legge di Gell-Mann-Nishijima (vedi ipercarica) si ha che
{\displaystyle Q=I_{z}^{W}+{1 \over 2}Y^{W}}
dove Q è la carica elettrica (espressa in unità di carica elementare), {\displaystyle I_{z}^{W}} è il terzo componente dell'isospin debole, e {\displaystyle Y^{W}} è l'ipercarica debole. In conseguenza di ciò si può definire l'ipercarica debole in termini di carica elettrica di particelle e di isospin debole.
Dato che l'isospin debole è 1/2 per tutti i fermioni, tutte le coppie di isospin debole avranno una carica media
{\displaystyle {\bar {Q}}={Y^{W} \over 2}}
con   
- Y = −1 per i leptoni (+1 per gli antileptoni)
- Y = +1/3 per i quark (−1/3 per gli antiquark)